# Gummidipoondi
Gummidipoondi is a town no distrito de Thiruvallur, no estado indiano de Tamil Nadu.

## Demografia
Segundo o censo de 2001,  Gummidipoondi  tinha uma população de 16,116 habitantes. Os indivíduos do sexo masculino constituem 52% da população e os do sexo feminino 48%. Gummidipoondi tem uma taxa de literacia de 70%, superior à média nacional de 59.5%: a literacia no sexo masculino é de 77% e no sexo feminino é de 63%. Em Gummidipoondi, 13% da população está abaixo dos 6 anos de idade.